# Ernst Ludwig (Chemiker)

Ernst Ludwig

Ernst Ludwig (* 19. Jänner 1842 in Freudenthal, Österreichisch-Schlesien; † 14. Oktober 1915 in Wien) war ein österreichischer Chemiker.

## Leben
Ernst Ludwig studierte an der Universität Wien, wo er 1864 bei Josef Redtenbacher promovierte und sich 1865 für analytische und Organische Chemie habilitierte. Während seines Studiums wurde er 1862 Mitglied der Burschenschaft Silesia Wien, dann der Burschenschaft Alemannia Wien. Danach ging er zunächst nach Heidelberg und Berlin, ehe er 1869 bis 1874 Professor für Chemie an der Wiener Handelsakademie war. 1872 erfolgte die Ernennung zum außerordentlichen Professor an der philosophischen Fakultät der Universität Wien, 1874 zum ordentlichen Professor für medizinische Chemie an der medizinischen Fakultät. Hier wurde er 1882 auch zum Doktor honoris causa und 1912 emeritiert. 1892/93 wurde er Rektor und war zudem Vorstand des pathologisch-anatomischen Laboratoriums des Allgemeinen Krankenhauses. Er war Präsident des Obersten Sanitätsrats. Ab
1877 war Ludwig korrespondierendes Mitglied und ab 1906 wirkliches Mitglied der Österreichischen Akademie der Wissenschaften. Ab 1892 gehörte er dem Herrenhaus an. Ebenfalls im Jahr 1892 wurde er zum Mitglied der Leopoldina gewählt.
Nach seinem Tode wurde Ludwig auf dem Döblinger Friedhof bestattet.

## Bedeutung
Ernst Ludwig befasste sich als Wissenschaftler mit Mineralchemie, Heilquellen- und Mineralwässeranalysen, Nahrungsmittelchemie und forensischer Chemie. Der Gerichtsmedizin wurde durch ihn eine auf der medizinischen Chemie fußende Basis gegeben. 1896 arbeitete er am österreichischen Lebensmittelgesetz mit.

## Ehrungen
Ernst Ludwig erhielt den Orden der Eisernen Krone III. Klasse. 1932 wurde die Ernst-Ludwig-Gasse in Wien-Favoriten nach ihm benannt. Im selben Jahr wurde eine Gedenkplatte mit Porträtrelief von Caspar von Zumbusch im Arkadenhof der Wiener Universität enthüllt.

## Schriften
- Medizinische Chemie
- Lehrbuch der Chemie für Aspiranten der Pharmazie
- Beiträge zu Albert Eulenburgs Real-Encyclopädie der gesammten Heilkunde. Erste Auflage.
  - Band 8 (1881) (Digitalisat), S. 209–219: Leichenfett